# El Kef
El Kef er en by i det nordvestlige Tunesien, med et indbyggertal (pr. 2004) på cirka 45.000. Byen er hovedstad i et governorat af samme navn, og var under 2. verdenskrig landets hovedstad.
36°10′N 8°42′Ø / 36.167°N 8.700°Ø